# Revista Europea
Revista Europea fue una publicación periódica editada en Madrid entre 1874 y 1880, durante el periodo conocido como Restauración.

## Historia
Editada en Madrid, se publicaron números entre 1874 y 1880. Fue fundada y dirigida según Sala Catalá por el cubano Tristán de Jesús Medina y Sánchez y en su puesta en marcha habrían intervenido igualmente Eduardo Medina y Luis Navarro y Calvo. Fue también director de la publicación Armando Palacio Valdés. Incluyó contenido variado, tanto de vertiente humanística como científica, con traducciones de textos de autores extranjeros.
Contó con colaboraciones de firmas como las de Juan Vilanova, Augusto González de Linares, Ludovico Carrau, Enrique Serrano Fatigati, Luciano Navarro Izquierdo, José del Perojo, José Ustáriz, Ángel Lasso de la Vega y Argüelles, José María Esperanza y Sola, Heliodoro María Jalón, Marcelino Menéndez Pelayo, Rafael Montoro, Mariano Pardo de Figueroa, Manuel de Tolosa Latour, José Villaamil y Castro, Francisco María Tubino y Oliva o Alfredo Calderón, entre otros.